# Victor Malzac
Pour les articles homonymes, voir Malzac.
Victor Malzac , né le 21 mai 1997 à Châtenay-Malabry, est un poète et romancier français.

## Biographie
Né le 21 mai 1997 à Châtenay-Malabry, Victor Michel René Denis Malzac passe les vingt-et-une premières années de sa vie à Saint-Georges-d'Orques.
Il subit l'influence de sa grand-mère paternelle, l'écrivaine Jacqueline Malzac-Théron, originaire du Haut-Languedoc, laquelle lui transmet en effet sa bibliophilie.
Après une classe préparatoire littéraire au lycée Joffre, il intègre l'École normale supérieure en 2018.

## À propos de l'œuvre
Victor Malzac commence à publier des textes dans des revues de littérature et de poésie en 2015, le plus souvent accompagnés de lectures.
Ayant reçu le prix de la Crypte en 2019, il publie son premier recueil, Respire, l'année suivante.
Son deuxième recueil, Dans l'herbe, paru chez Cheyne éditeur, lui vaut en 2021 le prix de poésie de la Vocation. Claire Massy-Paoli y salue un « univers poétique singulier », tandis que le dominicain Grégoire Laurent-Huyghues-Beaufond affirme qu'il s'agit d'« une poésie du rythme qui demande lecture à voix haute ».
Se spécialisant dans son travail universitaire sur l'œuvre poétique de Tristan Corbière ainsi que sur celle d'Eugène Savitzkaya, il co-dirige également les revues de création Point de chute et L'Écharde.
Son recueil Vacance, paru en 2022 chez Cheyne éditeur, connaît un certain succès. Il figure dans plusieurs sélections de prix littéraires de l'année 2023, notamment le Prix Jean-Follain de la ville de Saint-Lô, le Prix Robert-Ganzo : espoir, découverte, révélation, le Prix CoPo. Il obtient le Prix Apollinaire découverte en 2023,.
Il publie son premier roman, Créatine, dans la collection Scribes des éditions Gallimard en 2024,

## Publications
- Respire, Hagetmau, La Crypte, 2020, 60 p.  (ISBN 978-2-36739-147-2).
- Dans l'herbe, Devesset, Cheyne, 2021, 62 p.  (ISBN 978-2-84116-315-1).
- Vacance (préf. Tania Tchénio), Devesset, Cheyne, 2022, 64 p.  (ISBN 978-2-84116-324-3).
- Créatine, Paris, Gallimard, coll. « Scribes », 2024, 180 p.  (ISBN 978-2-07-302658-3).